# シャルル3世 (ブルボン公)
シャルル3世（Charles III de Bourbon, 1490年2月17日 - 1527年5月6日）は、ブルボン公、モンパンシエ伯。父はブルボン家傍系のモンパンシエ伯ジルベール、母はマントヴァ侯フェデリーコ1世の娘シアラ（キアラ）。兄ルイ2世の夭逝により1501年にモンパンシエ伯を継いだ。次いでブルボン家宗家の相続人でルイ11世の外孫（ブルボン公ピエール2世とアンヌ・ド・ボージューの娘）である又従妹のシュザンヌと1505年に結婚し、ブルボン家家長および共同のブルボン公となった。

## 生涯
シャルルは武勇に秀でており、1515年のマリニャーノの戦いにおける功績により、フランス王フランソワ1世によってフランス軍総司令官に任じられた。また、ミラノ総督にも任じられたが、フランソワ1世は間もなくシャルルを解任してフランスへ呼び戻した。
1521年に妻シュザンヌが死去すると、フランソワ1世の母ルイーズ・ド・サヴォワはシュザンヌがシャルルに遺贈したブルボン公の所領の相続権を主張した。ルイーズはブルボン公シャルル1世の娘マルグリットとサヴォイア公フィリッポ2世の娘で、血統上は優位の相続権を有した。シャルルに対し、ルイーズは自身との結婚による相続権問題の解決を提案したが、シャルルはこれを断わった。フランソワ1世が母に代わって所領を没収したことから、憤激したシャルルは王を見限って、当時フランスとイタリア戦争を戦っていた神聖ローマ皇帝カール5世に接近し、アンドリアン・デ・クロワを介して1523年に密約を交わした。カール5世はその報償として、姉エレオノーレとの結婚をシャルルに約束した（のちにエレオノーレはフランソワ1世と結婚している）。シャルルはさらにイングランド王ヘンリー8世とも密約を交わした。シャルルが企てた計画は、フランソワ1世がイタリアに出兵する隙を突いてブルゴーニュを攻撃するというものであり、見破られないよう仮病を装っていた。しかしフランソワ1世が陰謀の噂やそれを裏付ける手紙を手に入れたことにより陰謀は発覚し、シャルル3世はイタリアへ逃亡した。
カール5世はシャルルにドイツ人とスペイン人の混成軍の指揮を委ね、シャルルは1525年のパヴィアの戦いではフランソワ1世を捕虜にするなどの活躍を見せた。フランソワ1世はカール5世が王位を兼ねるスペインに護送され、シャルルもそれを追う形でスペインへ向かったが、スペイン貴族からは主君を裏切った卑劣漢と見なされた。
フランソワ1世は1526年にカール5世との間でマドリード条約を結んで釈放されたが、帰国すると条約の不履行を宣言して翌1527年に戦争を再開した。カール5世はフランスと結んだ教皇クレメンス7世への報復のため、ローマへシャルルを指揮官とする軍勢を侵攻させた。同年5月6日の教皇軍との戦闘において、シャルルは教皇軍を敗走させ、教皇はサンタンジェロ城に逃げ込んだ。シャルルの軍勢はローマを包囲し、シャルル自ら陣頭に立って指揮を執っていたが、梯子に上っているところを狙撃されて落命した（ベンヴェヌート・チェッリーニは自伝でこの狙撃をやったのは自分だと認めている）。指揮官を失ったことから皇帝軍は統制を失い、ローマ略奪が引き起こされた。
シャルル3世の死によって、初代ブルボン公ルイ1世の長男ピエール1世の系統であるブルボン家の本流は断絶した。そのため、ルイ1世の四男ラ・マルシュ伯ジャック1世の子孫であるヴァンドーム公シャルルが新たにブルボン家家長となった。フランス王およびナバラ王となったアンリ4世はヴァンドーム公シャルルの孫である。